# انشقار (اسم)
اِنْشِقَار هو اسم علم مؤنث من أصل عربي، ومعناه هو اختلاط البياض بالحمرة الصافية، ويطلق على الفتاة الشقراء.

## وصلات خارجية
غليظ